# Пармехуту
Партии движения за эмансипацию хуту (фр. le Parti du Mouvement de l'Emancipation Hutu, Пармехуту) — Партия движения освобождения Хуту) — руандийская националистическая партия, представляющая интересы народа хуту.

## История
Основана Грегуаром Кайибандой в 1950-х годах как антимонархическое, республиканское, антиколониальное движение. Инициаторы независимости Руанды установили в стране однопартийный режим, регулярно проводили политику по дискриминации меньшинства тутси.
В 1969 году партия была переименована в МДР (Демократическое республиканское движение, MDR — фр. le Mouvement Democratique Republicain), но была отстранена от власти в результате военного переворота, осуществленного министром национальной гвардии Руанды, генерал-майором Жювеналем Хабьяриманой, в 1973 году. В 1975 году была запрещена. Впоследствии была воссоздана новая партия с тем же названием, находившаяся в оппозиции вплоть до 1994 года, когда РПФ победила в гражданской войне и предложила своим тактическим союзникам из МДР должность премьер-министра.
Пармехуту сыграла решающую роль в этнических чистках 1963 и 1967 годов, а также сделала возможным руандийский геноцид 1994 года — её активисты составили отряды Интерахамве, которые истребляли тутси. В 2006 году была запрещена.